# Eleocharis eglerioides
Eleocharis eglerioides är en halvgräsart som beskrevs av Maria del Socorro González Elizondo och Anton Albert Reznicek. Eleocharis eglerioides ingår i släktet småsäv, och familjen halvgräs. Inga underarter finns listade i Catalogue of Life.